# Abutilon lauraster
Abutilon lauraster är en malvaväxtart som beskrevs av Bénédict Pierre Georges Hochreutiner. Abutilon lauraster ingår i släktet klockmalvor, och familjen malvaväxter. Inga underarter finns listade i Catalogue of Life.